# Hans Mierendorff
Hans Mierendorff, född 30 juni 1882 i Rostock, död 1955 i Eutin, var en tysk skådespelare. Mierendorff medverkade under stumfilmstiden i ett stort antal tyska filmer. Han fortsatte verka som skådespelare efter ljudfilmens genombrott, men nu i småroller.

## Filmografi, urval
- 1921 – Dödssprånget
- 1922 – Ett storstadens olycksbarn
- 1927 – Hennes sista natt
- 1929 – Kaviarprinsessan
- 1937 – Fridericus
- 1942 – Den stora skuggan
- 1942 – Rembrandt - målaren och hans modeller